# Neviditelný pes
Neviditelný pes je první český ryze internetový deník, respektive nejstarší český blog, jehož vydavatelem je publicista a spisovatel Ondřej Neff. Vychází pravidelně od 23. dubna 1996.

## Počátky
Vydavatelem Neviditelného Psa je od počátku výhradně Ondřej Neff. Později začalo přispívat několik externích spolupracovníků, dnes (stav k 24. 6. 2025) Ondřej Neff udržuje např. podstránku Hyena, kde jsou publikovány rubriky Psí stručně, Politický cirkus a Jak život jde.

## Obsah
Vydavatel Neviditelného psa Ondřej Neff se v rozhovoru pro iDNES.cz v listopadu 2020 ostře vymezil proti progresivismu, který označil za „nesmysl“ a „absolutní nebezpečí pro demokracii, jak jsme ji znali“, neboť se mimo jiné údajně „snaží překroutit přirozený stav věcí“. Hovořil v té souvislosti o „šílenství“.

## Rubriky
Trvalými rubrikami vedle Neviditelného psa byly Zvířetník a Sci-fi; Zvířetník původně vedla manželka Ondřeje Neffa Michaela Neffová, po její smrti v létě 2002 ho převzala Dagmar Ruščáková. Za její správy se Zvířetník rozšířil o nové, ne zcela zvířecí rubriky a stal se oproti politicky zaměřenému Psu jakýmsi klubem dobré vůle. Na hlavní straně jsou v sekci Moudro dne řadu let uváděny každodenně obměňované aforismy Pavla Kosorina.

### Britské listy
Britské listy vznikly jako rubrika na Neviditelném psu, kde 29. července 1996 vyšlo jejich první vydání. Zakladatelem a vydavatelem byl v letech 1996–2001 Jan Čulík. Roku 1999 se Britské listy na výzvu Ondřeje Neffa osamostatnily a od roku 2001 se stalo jejich vydavatelem Občanské sdružení Britské listy (OSBL).

### Sarden
V rubrice Sci-fi (nyní[kdy?] Sarden), kterou od roku 2005 do roku 2013 vedl Pechy (Jan Pechanec) a v současnosti[kdy?] Sirius (Martin Stručovský), vychází řada knižních a filmových recenzí, ukázek původní tvorby a odkazů na různé scifistické akce; dále jsou zde umístěny životopisy, drby, pozvánky, reportáže, povídky, rozhovory s autory apod. Od založení 26. května 2000 patří k nejstarším samostatným informačním webům o fantastice v České republice.[zdroj⁠?!]

## Diskuse
Velmi rozsáhlou část Neviditelného psa tvoří také diskuse k jednotlivým článkům. Tyto diskuse původně nebyly moderované a nevyžadovaly registraci. V počátcích Neviditelného psa neexistovala cenzura diskusí, kromě velmi krátkého období v roce 2003 (během volby Václava Klause prezidentem), kdy byly diskuse dočasně zcela zrušeny.
Technické provedení diskusí bylo nejprve velmi střídmé, byly řazeny pouze podle času. Od roku 2005, s přechodem k novému technickému provozovateli, byly diskuse nově strukturovány do vláken (threadů).
Další zlom nastal v září 2006, kdy redakce pozměnila politiku vkládání příspěvků; důvodem byla zvláštnost tamějších diskusí: určitá skupina diskutérů se vzájemně znala, diskutovala spolu přátelsky a slušně, dokonce pořádala setkání v reálném světě. Výhodou takového prostředí bylo, že se v něm příliš nedařilo nesnášenlivým diskusím, jaké se vyskytovaly na jiných serverech. Nevýhodou naopak bylo, že diskuse pod určitým článkem často a rychle sklouzla k úplně jinému tématu, a znemožnila tak diskusi k článku, jev nazývaný „Klondike“. Podle některých čtenářů začala redakce bez upozornění mazat komentáře. Po několika dnech byly pak zpětně smazány komentáře, které se nevztahovaly k tématu článku, a jejich autorům byly zablokovány IP adresy. Smazány byly i některé příspěvky uživatelů, kteří postup redakce kritizovali. Skupina zablokovaných a jejich příznivců proti tomuto postupu protestovala, jiné hlasy politiku redakce podpořily.
Od 15. února 2010 se vydavatel Neviditelného psa ve spolupráci s Lidovými novinami rozhodl zavést registraci diskusních příspěvků pod skutečným jménem a adresou.

## Financování
Po založení byl Neviditelný pes financován Ondřejem Neffem. Po několika letech se na stránkách objevila internetová reklama. Zpočátku značné příjmy klesly poté, co se účinnost reklamy na internetu neprokázala a došlo k přesycení trhu. V současnosti[kdy?] reklama pokrývá provozní náklady. Placený přístup nebyl nikdy, ani experimentálně, zaveden.

## Kontroverze
Deník podle fakta ověřujícího portálu Manipulátoři.cz mimo názorové komentáře publikuje fake news, články autorů šířících konspirační teorie a články popírající vědecká fakta o změnách klimatu.
V dubnu 2023 publikoval Neviditelný pes hanopis na trans a LGBT+ studenty brněnského gymnázia na Slovanském náměstí. Autorkou byla Jana Prchalová, která na gymnáziu učí, na což upozornil v reportáži Deník N; článek krom nenávistného obsahu popisoval například podrobnosti o psychických problémech třináctiletých dětí, i přesto ale na webu bez problému vyšel. Poté, co se Deník N obrátil na vydavatele Ondřeje Neffa o komentář, byl článek z webu smazán.